# 정보공개청구권
정보공개청구권(情報公開請求權)이란 사인이 공공기관에 대하여 정보를 제공해 줄 것을 요구할 수 있는 개인적 공권으로 자기와 직접적인 이해관계 있는 특정한 사안에 관한 개별적 정보 공개청구권과 자기와 직접적인 이해관계가 없는 일반적 정보공개청구권이 있다. 국민이나 주민이 행정의사의 결정과정에 효과적으로 참여하고 행정서비스의 효율성을 보다 제고하기 위해 정보공개의 필요성이 있다. 정보공개의 법적 성질에 대해 일설은 행복추구권이나 표현의 자유에서 찾으며 판례는 표현의 자유에 법적 근거가 있다고 본다.

## 공공기관의정보공개에관한법률
제1조 (목적)

이 법은 공공기관이 보유·관리하는 정보에 대한 국민의 공개청구 및 공공기관의 공개의무에 관하여 필요한 사항을 정함으로써 국민의 알권리를 보장하고 국정에 대한 국민의 참여와 국정운영의 투명성을 확보함을 목적으로 한다.

제3조 (정보공개의 원칙) 

공공기관이 보유·관리하는 정보는 이 법이 정하는 바에 따라 공개하여야 한다.

제5조 (정보공개청구권자)

①모든 국민은 정보의 공개를 청구할 권리를 가진다.

②외국인의 정보공개청구에 관하여는 대통령령으로 정한다.

## 근거
알 권리는 헌법 제21조의 표현의 자유의 한 내용이며, 알 권리의 보장은 국민주권주의 (헌법 제1조), 인간의 존엄과 가치(제10조), 인간다운 생활을 할 권리(제34조 제1항)도 아울러 신장시키는 결과가 된다고 할 것이다(91. 5. 13. 90헌마133).

## 알 권리와 공공기관정보공개법

### 정보공개청구권이 있는 경우
공공기관의 정보공개의무: 법령이 없어도 공개해야 한다.(88헌마22)

### 정보공개청구가 없는 경우 공공기관의 정보공개의무
청구가 없는 경우에 행정청의 공개의무는 법률에 규정이 있어야 인정된다. (2002헌마579)

## 판례
- 행정정보공개조례안이 국가위임사무가 아닌 자치사무등에 관한 정보만을 공개대상으로 하고 있다고 풀이되는 이상 반드시 전국적으로 통일된 기준에 따르게 할 것이 아니라 지방자치단체가 각 지역의 특성을 고려하여 자기고유사무와 관련된 행정정보의 공개사무에 관하여 독자적으로 규율할 수 있다.[1]

- 정보공개 의무기관을 정하는 것은 입법자의 입법형성권에 속하고, 이에 따라 입법자는 공공기관의 정보공개에 관한 법률 제2조 제3호에서 정보공개 의무기관을 공공기관으로 정하였는바, 공공기관이라 함은 국가기관에 한정되는 것이 아니라 지방자치단체, 정부투자기관, 그밖에 공동체 전체의 이익에 중요한 역할이나 기능을 수행하는 기관도 포함되는 것으로 해석되고, 여기에 정보공개의 목적, 교육의 공공성 및 공·사립학교의 동질성, 사립대학교에 대한 국가의 재정지원 및 보조 등 여러 사정을 고려해 보면, 사립대학교에 대한 국비 지원이 한정적·일시적·국부적이라는 점을 고려하더라도 정보공개법 시행령 제2조 제1호가 정보공개의무를 지는 공공기관의 하나로 사립대학교를 들고 있는 것이 모법의 위임 범위를 벗어났다거나 사립대학교가 국비의 지원을 받는 범위 내에서만 공공기관의 성격을 가진다고 볼 수 없다[2]

## 참고 문헌
- 김철용, 행정법 2(김철용)(제5판), 박영사. (ISBN 9788910513230)